# Crucible
Crucible är det andra studioalbumet av Rob Halfords band Halford. Skivan släpptes 2002.

## Låtlista
1. "Park Manor" - 1:11
2. "Crucible" - 4:27
3. "One Will" - 3:32
4. "Betrayal" - 3:04
5. "Handing Out Bullets" - 3:16
6. "Hearts of Darkness" - 3:48
7. "Crystal" - 4:38
8. "Heretic" - 3:49
9. "Golgotha" - 4:21
10. "Wrath of God" - 3:12
11. "Weaving Sorrow" - 3:28
12. "Sun" - 3:48
13. "Trail of Tears" - 4:27

## Medverkande
- Sång: Rob Halford
- Gitarr: Patrick Lachman
- Gitarr: Mike Chlasciak
- Bas: Ray Riendeau
- Trummor: Bobby Jarzombek